# 아시아치타
아시아치타(산스크리트어에 어원을 둔 힌디에서의 "치타"는 점이 박힌것을 의미한다)(Acinonyx jubatus venaticus)는 이란에서는 이란치타, 인도에서는 인도치타로 알려져 있으며, 페르시아치타라고도 한다.
아시아치타는 희귀하고 심각한 멸종위기에 놓여있는 치타의 아종으로, 광활한 사막지역에 서식하며, 과거에는 인도, 중앙아시아, 서아시아 전역에서 서식하였으나 모두 멸종하고 현재는 이란에만 개체가 남아 있다(특히 인도에서는 1950년대에 마지막 10마리가 잡히면서 절멸하여 안타깝게도 지금은 인도에서는 만날 수가 없다.). 최근에 이루어진 연구결과에 의하면 70-100마리밖에 남아있지 않다고 하였다. 이는 평야를 계속 조사하고, 10년 동안 서식지에 카메라를 설치해 연구한 결과이다. 현재 이란에 고작 40~70마리 밖에 남아있지 않아 이란 축구 국가대표팀에서 아시아 치타를 기념하기 위해 유니폼에 치타를 박아놓았다. 아시아치타와 페르시아표범은 이란에 남아있는 유일한 대형 고양이이다.